# Kamow Ka-50-2
Der Ka-50-2 ist ein nicht in Serie produzierter Kampfhubschrauber des russischen Herstellers Kamow. Es handelt sich bei diesem Modell um eine zweisitzige Weiterentwicklung des Ka-50. Im Gegensatz zum ebenfalls auf dem Ka-50 basierenden zweisitzigen Ka-52 sind die beiden Sitze hier hintereinander in Tandemanordnung eingebaut.
Entwickelt wurde der Ka-50-2 in den 1990er-Jahren von Kamow in Zusammenarbeit mit dem israelischen Luft- und Raumfahrtkonzern IAI für die Teilnahme an einer Ausschreibung der türkischen Regierung.
Grundaufbau und Leistungsdaten des Ka-50-2 sind nahezu identisch mit denen des Ka-50 und des ebenfalls auf diesem Typ basierenden Ka-52. Alle drei Maschinen verfügen über ein Einziehfahrwerk.
Auch der Ka-50-2 besitzt das für Kamow-Hubschrauber typische Koaxialrotorsystem, das aus zwei übereinander angeordneten gegenläufigen Hauptrotoren besteht, die durch ihre entgegengesetzte Drehrichtung einen Drehmomentausgleich erreichen, so dass auf einen Heckrotor verzichtet werden kann.
Ein herausragendes Merkmal, das der Ka-50-2 mit seinen Schwestermodellen Ka-50 und Ka-52 teilt, ist das für Hubschrauber unübliche Rettungssystem. Das Modell verfügt über Schleudersitze, mit denen sich die Besatzung in Notsituationen aus der Maschine katapultieren kann. Um dabei Kontakt mit den Rotoren zu vermeiden, werden deren Blätter beim Auslösen der Schleudersitze abgesprengt.
Charakteristisch für das Modell Ka-50-2 sind vor allem Avionik und Bewaffnung. Die Maschine verfügt über ein EFIS von IAI und eine in einem seitlichen Drehturm untergebrachte 30-mm-Kanone anstelle des starren Bordgeschützes des Ka-50.